# プレドラグ・ミヤトヴィッチ
プレドラグ・ミヤトヴィッチ（セルビア語: Предраг Мијатовић, Predrag Mijatović, 1969年1月19日 - ）は、モンテネグロ・ポドゴリツァ出身の元サッカー選手。現役時代のポジションはフォワード。元ユーゴスラビア代表。
ユーゴスラビアを代表するストライカーのひとり。巧みな足技と力強いドリブルが持ち味で、速い足の振りから繰り出す強力なシュートから「バルカンの速射砲」の異名をとった。元々は攻撃的なMFとしてキャリアをスタートしたが、のちに前線FWへとポジションを上げ活躍した。

## 経歴
数年ユースチームで過ごした後、1987年に地元のクラブチーム・ブドゥチノスト・チトーグラードでキャリアをスタート。同年のワールドユースに出場し、ユーゴスラビアチームの優勝に貢献する。1987-88シーズンにはクラブのレギュラーとなり、デヤン・サビチェビッチやドラゴリュブ・ブルノヴィッチ、ブランコ・ブルノヴィッチらと共にプレー、31試合に出場した。
1989年冬の移籍市場にてパルチザン・ベオグラードへ移籍して、デビュー戦となった古巣ブドゥチノストとの試合でゴールを挙げた。しかし、移籍後半年程度は新しい環境にうまく適応することが出来ず、得点を重ねることができなかった。翌シーズン、14得点を記録して才能を開花させた。1991-92シーズンには国内カップ獲得。1992-93シーズンにはチームのリーグ優勝に貢献した。
1993年夏の移籍市場でリーガ・エスパニョーラ・バレンシアへ移籍。9月5日のレアル・オビエド戦でデビューを果たすと、フース・ヒディンク率いるチームにおいて絶対的な存在となった。最終的にリーガ初シーズンは35試合に出場し、16得点を記録した。1995-96シーズンにはリーグ2位となる28得点を挙げた。
1995-96シーズン終了後、よりタイトルを獲ることが出来る可能性が高いレアル・マドリードへの移籍を希望し、レアル・マドリードもバレンシアに違約金を満額支払って強引にミヤトヴィッチを獲得した。移籍1年目からファビオ・カペッロの下ダヴォール・シューケル、ラウル・ゴンサレスの3人で攻撃を展開し、リーガ優勝の原動力となる。翌シーズンには怪我などもあってリーグ戦は24試合出場に留まったが、アムステルダム・アレナで行われたユヴェントスとの決勝では決勝点を決め、レアル・マドリードにUEFAチャンピオンズリーグをもたらした。これらの活躍により同年のバロンドール投票では第2位となった。
1998年にチームはトヨタカップを制したが、ラウルとフェルナンド・モリエンテスの二人が優遇され、ミヤトヴィッチは不遇の時期を過ごした。1999-00シーズン、ジョバンニ・トラパットーニ監督に望まれ、大きな期待を受けてセリエA・ACFフィオレンティーナへ移籍した。しかし怪我の影響もあって、リーグ戦42試合で4得点と全き躍は出来ず、2001-02シーズン後のクラブ消滅を期にイタリアを離れた。他クラブからいくつかのオファーがあったものの、家庭の事情からスペインに戻り、当時セグンダ・ディビシオン（2部）のレバンテへ加入。1シーズンプレーした後、2003年に現役を引退した。
1989年8月23日のフィンランド戦で代表デビュー。1998年のフランスW杯プレーオフでは2試合7得点と大爆発しヒーローとなったが、本大会では4試合1得点に留まった。代表通算73試合出場、28得点。
2006年、ラモン・カルデロンがレアル・マドリードの会長となったことにより、スポーツディレクターに就任。2009年まで同職を務めた。

## 人物
2009年6月、脳性麻痺により言語・運動機能障害を抱えていた長男のアンドレイを15歳で亡くしている。

## 代表歴

### 出場大会
- ユーゴスラビア代表
  - 1998 FIFAワールドカップ (4試合1得点、ベスト16)
- セルビア・モンテネグロ代表

### 試合数
- 国際Aマッチ 66試合 25得点（1989年-2002年）[8]
- 国際Aマッチ 7試合 2得点（2002年-2003年）[8]

| ユーゴスラビア代表 | 国際Aマッチ | 国際Aマッチ |
| 年                 | 出場        | 得点        |
| ------------------ | ----------- | ----------- |
| 1989               | 3           | 0           |
| 1990               | 0           | 0           |
| 1991               | 5           | 0           |
| 1992               | 1           | 0           |
| 1993               | 0           | 0           |
| 1994               | 2           | 0           |
| 1995               | 1           | 0           |
| 1996               | 6           | 3           |
| 1997               | 8           | 11          |
| 1998               | 11          | 3           |
| 1999               | 7           | 2           |
| 2000               | 12          | 4           |
| 2001               | 6           | 2           |
| 2002               | 4           | 0           |
| 通算               | 66          | 25          |

| セルビア・モンテネグロ代表 | 国際Aマッチ | 国際Aマッチ |
| 年                         | 出場        | 得点        |
| -------------------------- | ----------- | ----------- |
| 2002                       | 2           | 1           |
| 2003                       | 5           | 1           |
| 通算                       | 7           | 2           |